# Rubus faberi
Rubus faberi es una especie de planta del género Rubus, perteneciente a la familia Rosaceae.

## Taxonomía
Rubus faberi fue descrita por Wilhelm Olbers Focke en 1909.

## Distribución
Se encuentra en el territorio centro-sur de China.